# Ali Bechrifa
Ali Bechrifa, né le 4 mars 1960 à Béja, est un homme politique et universitaire tunisien. 

## Jeunesse et études
Il naît le 4 mars 1960 à Béja dans une famille connue pour son militantisme nationaliste contre le protectorat français[réf. souhaitée]. Il fait ses études primaires et secondaires dans sa ville natale, puis poursuit ses études supérieures à Tunis, en intégrant la faculté des sciences, où il obtient une maîtrise en chimie et un DEA dans la même spécialité.
Ali Bechrifa continue sa formation dans le domaine scientifique en obtenant un doctorat puis un doctorat d'État, toujours en chimie.

## Profession et carrière politique
Il travaille en tant que professeur d'enseignement à la faculté des sciences de Tunis et exerce des activités syndicales. En 2011, il se présente dans la circonscription de Béja, sur la liste d'Ettakatol, en vue de l'élection de l'assemblée constituante ; il est élu le 23 octobre 2011.
En octobre 2012, Ali Bechrifa démissionne d'Ettakatol, avant de rejoindre la Voie démocratique et sociale le 22 décembre 2013.
Pendant son mandat parlementaire, il siège au sein de trois commissions :
- la commission des pouvoirs législatif, exécutif et des relations entre eux (commission constituante) ;
- la commission des affaires éducatives (commission législative) ;
- la commission de tri des candidatures pour l'Instance supérieure indépendante pour les élections (commission spécialisée)[1].